# Funisciurus leucogenys
Funisciurus leucogenys es una especie de roedor de la familia Sciuridae.

## Distribución geográfica
Se encuentran en Benín, Camerún, República Centroafricana, Guinea Ecuatorial, Ghana, Nigeria y  Togo.

## Hábitat
Su hábitat natural son: las tierras de baja altitud subtropicales o tropicales bosque, y montañas húmedos.  